# Charlie Tahan
Charles 'Charlie' Tahan (Glen Rock (New Jersey), 11 juni 1998) is een Amerikaans acteur.

## Biografie
Tahan is broer van Daisy en heeft nog een oudere broer. 

## Filmografie

### Films
Uitgezonderd korte films.
- 2025 Things Like This - als Kenny
- 2024 A Complete Unknown - als Al Kooper
- 2024 Witchboard - als Richie
- 2023 I'll Be Right There - als Mark
- 2022 The Pale Blue Eye - als cadet Loughborough
- 2020 Drunk Bus - als Michael
- 2019 III - als familielid
- 2019 Poms - als Ben
- 2018 The Land of Steady Habits - als Charlie
- 2017 Super Dark Times - als Josh
- 2016 Wiener-Dog - als Warren
- 2014 Love Is Strange - als Joey
- 2013 The Harvest – als Andy
- 2013 Life of Crime - als Bo Dawson
- 2013 Blue Jasmine – als jonge Danny
- 2013 Blood Ties – als Michael
- 2012 Frankenweenie – als Victor Frankenstein (stem)
- 2010 Burning Bright – als Tom Taylor
- 2010 Charlie St. Cloud – als Sam St. Cloud
- 2010 Meskada – als Keith Burrows
- 2009 Love and Other Impossible Pursuits – als William
- 2008 Nights in Rodanthe – als Danny Willis
- 2007 I Am Legend – als Ethan
- 2007 Once Upon a Film – als Hank
- 2007 Trainwreck: My Life as an Idiot – als kleine Jeff

### Televisieseries
Uitgezonderd eenmalige gastrollen.
- 2017-2022 Ozark - als Wyatt Langmore - 41 afl.
- 2018 Castle Rock - als Dean Merrill - 3 afl.
- 2015-2017 Gotham - als Jonathan Crane - 4 afl.
- 2015-2016 Wayward Pines - als Ben Burke - 12 afl.
- 2010-2011 Law & Order: Special Victims Unit – als Calvin Arliss – 4 afl.

- Biblioteca Nacional de España: XX5100406
- Bibliothèque nationale de France: cb167063652 (data)
- International Standard Name Identifier: 0000 0001 2164 9368
- Library of Congress Control Number: no2010132442
- Virtual International Authority File: 136458519
- WorldCat: E39PBJpDKr774XV4tM9RHM4Qbd